# Bellardia
Bellardia es un género  de plantas fanerógamas de la familia Orobanchaceae, antes incluido en Scrophulariaceae.  Comprende 7  especies descritas y de estas, solo 2 pendientes de ser aceptadas.

## Taxonomía
El género fue descrito por Carlo Allioni y publicado en Flora Pedemontana 1: 61–62. 1785.    La especie tipo es: Bellardia trixago (L.) All.

## Especies
- Bellardia latifolia (L.) Cuatrec.
- Bellardia trixago (L.) All.